# Stenobothrus apenninus
Stenobothrus apenninus is een rechtvleugelig insect uit de familie veldsprinkhanen (Acrididae). De wetenschappelijke naam van deze soort is voor het eerst geldig gepubliceerd in 1915 door Ebner.